# Авлабари (станция метро)
«Авлаба́ри» (груз. ავლაბარი), бывшая «26 Комисари» (груз. 26 კომისარი — 26 Комиссаров) — станция Тбилисского метро на Ахметели-Варкетилской линии, между станциями «Тависуплебис моедани» и «300 Арагвели».

## История и происхождение названия
Наклонный ход станции сооружала бригада проходчиков под руководством Героя Социалистического Труда Кузьмы Васильевича Любавского.
Станция была открыта 6 ноября 1967 года, к 50-летию Октябрьской революции, в составе второго участка «Ленинис моедани — 300 Арагвели». Современное название станции — по историческому кварталу Тбилиси Авлабари, название которого в свою очередь происходит от арабского термина «квартал за стенами города». В советское время квартал именовался в честь 26 бакинских комиссаров.

## Архитектура и оформление
Пилонная станция глубокого заложения. В 2007 году реконструирована. В 2018—2020гг. станция была повторно реконструирована до первоначального облика 1967 года с возвращением мраморной облицовки на путевых стенах и фонарей на баллюстрадах эскалаторов.
- Наклонный ход на ремонте
- Состав Еж3М на посадочной платформе
- Станционный зал

## Происшествия
29 января 2009 года в тоннеле у станции произошёл пожар. Причиной пожара стало короткое замыкание, площадь пожара составила 2 квадратных метра.